# Suez
|  | Aquest article tracta sobre la ciutat egípcia. Vegeu-ne altres significats a «Suez (desambiguació)». |

Suez (àrab: السويس, as-Suways) és una ciutat egípcia amb vora 500.000 habitants (478.553 el 2004), capital de la governació homònima. Suez uneix el golf de Suez amb la mar Mediterrània mitjançant el canal de Suez. El seu desenvolupament començà el 1869, amb la conclusió de les obres del canal, que permet la circulació de vaixells fins a la ciutat mediterrània de Port Saïd. El centre de la ciutat se situa al sud de l'antiga al-Kulzum, avui en ruïnes (anomenades Kum al-Kulzum).

## Història

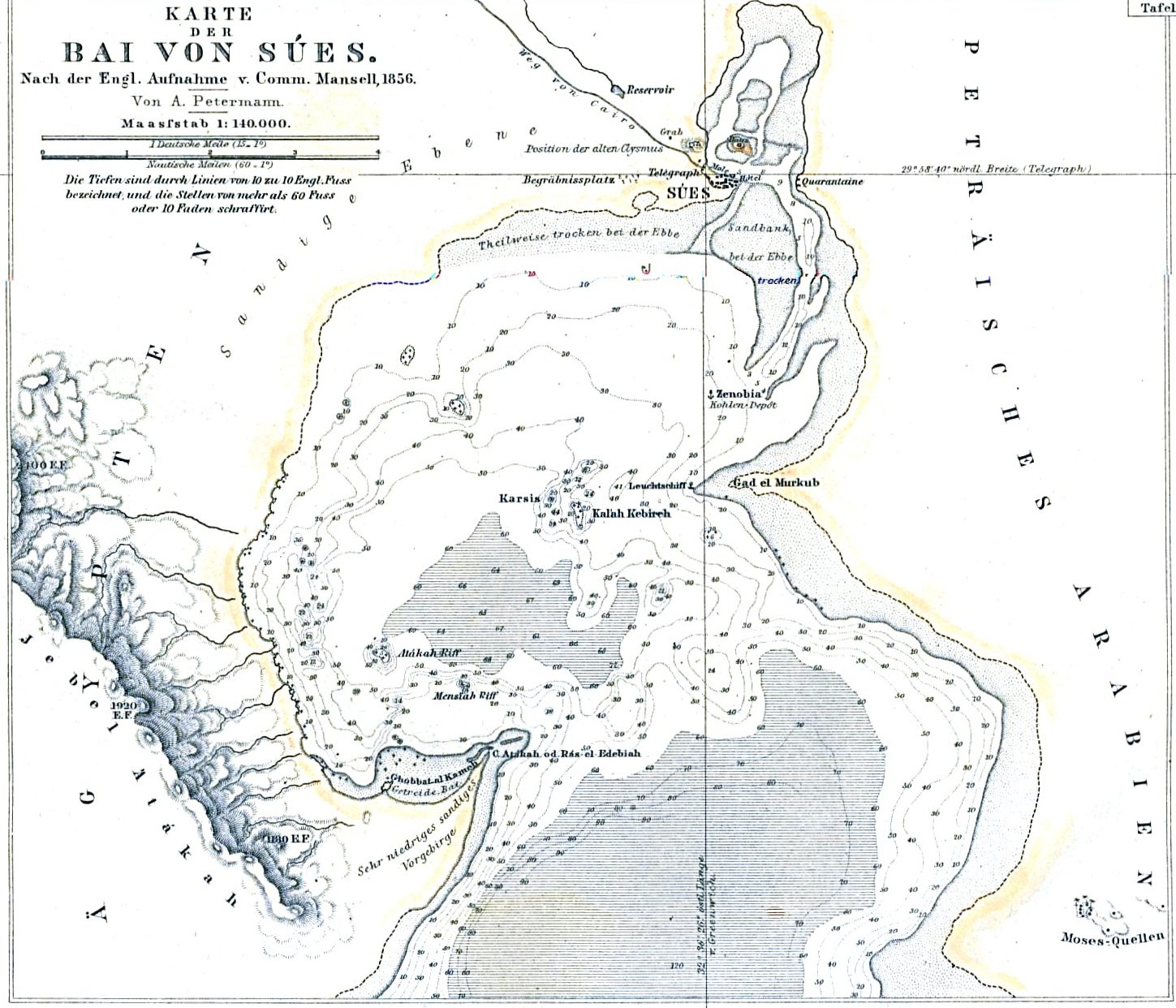
Mapa de Suez el 1856

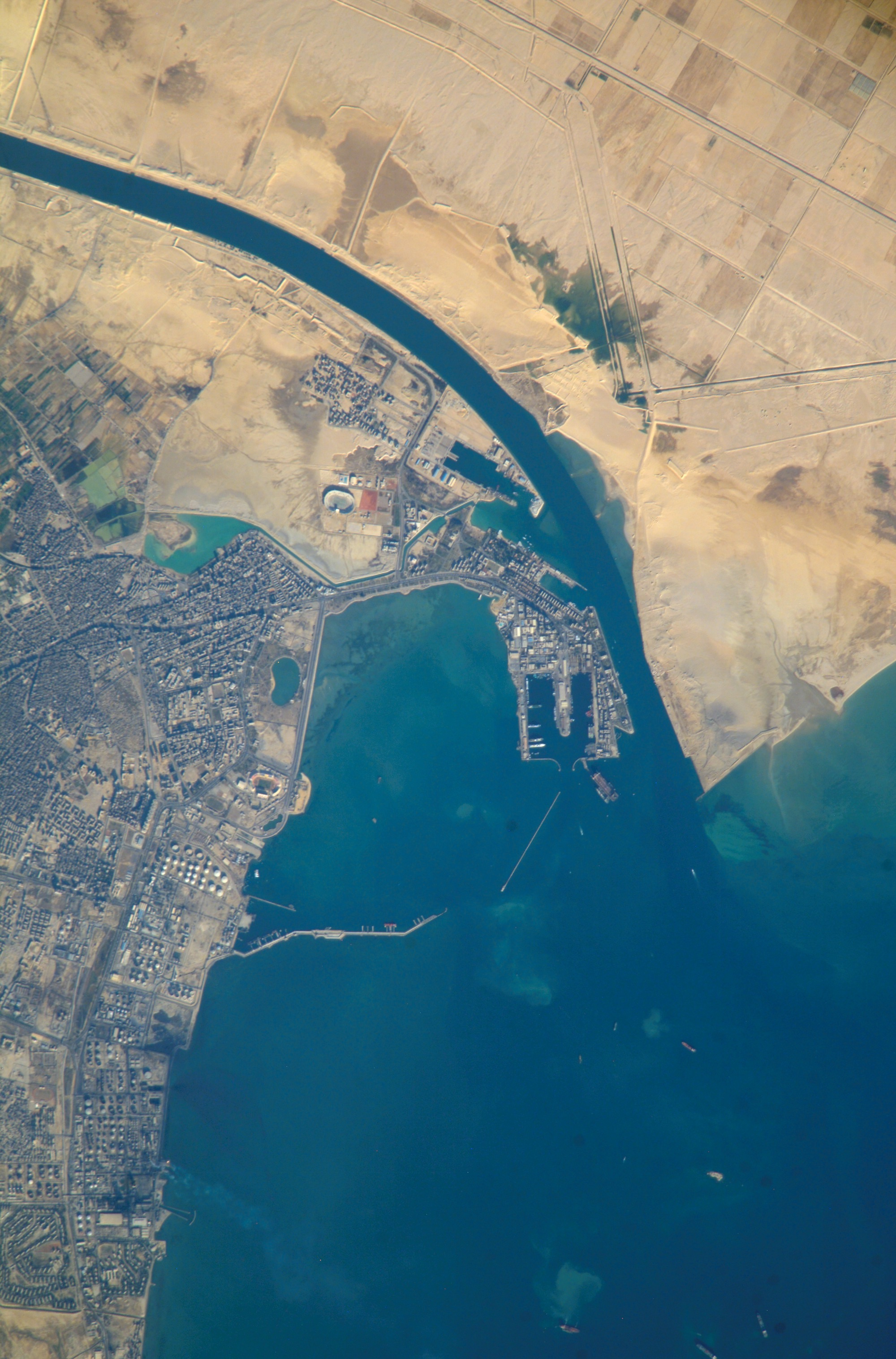
Suez vist des del satèl·lit

Suez va sorgir al segle xi al lloc d'al-Kulzum, que començava a declinar per manca d'aigua potable i l'envasament de l'aigua del port, i inicialment fou un lloc de pous per abastir la ciutat. Va servir de parada pels pelegrins a la Meca que anaven per mar, i fou factoria comercial per als beduïns. Yaqut al-Hamawí ja descriu al-Kulzun en ruïnes i esmenta la ciutat d'al-Suways (que ja havia estat citada dos segles abans per al-Mukaddasi) de la qual diu que també estava en part en ruïnes i només habitada per un reduït nombre de persones. Al segle xv els mamelucs van voler establir el port com a militar i al segle xvi, sota els otomans, fou centre d'abastiment de les forces navals turques a la mar Roja; hi van construir una fortalesa que va caure en desús. La vila era petita fins a l'ampliació del segle XIX; tenia 12 barris (hara) amb 112 cases, 18 botigues i kans, 6 mercats amb 120 botigues o llocs de venda, 1 molí, 1 taller, alguns forns, 1 zawiya i 2 mesquites, i mesurava 0,15 km²; el 1810 s'hi van afegir dos barris: Salimiyya i al-Munshaa quan es va crear un petit taller naval per al transport de tropes a l'Hedjaz per lluitar contra els wahhabites (1811-1818). El 1838 Suez fou unida a la ruta postal el Caire-Alexandria. Durant la Guerra de Crimea, Egipte i Aden foren unides per telègraf i Suez va esdevenir una estació clau.
Els anys següents Ferdinand de Lesseps va estudiar la possibilitat de construir un canal entre la Mediterrània i la mar Roja, ja pensat per J. P. Le Père (1808) i Linant de Bellefonds (1821) i, després de corregir les mesures de Le Père (o Lepère), va fer la proposta al virrei Said Pasha i va confirmar les estimacions del grup santsimonià de Bellefonds i d'una comissió europea (1846). Said va signar la concessió el 5 de gener de 1856 i el 1858 es va fundar la Companyia del Canal de Suez amb suport de Napoleó III. Said Pasha va comprar-ne el 21% de les accions, però en va haver de revendre una part el 1860. El 1858 Suez fou unida a la xarxa ferroviària, cosa que va facilitar el subministrament d'aigua potable. La construcció del canal va començar el 22 d'abril de 1859; vint-i-cinc mil treballadors egipcis foren reclutats per a l'obra. Al mateix temps es va fer un canal d'aigua dolça del Caire a Ismaïlia seguint una antiga ruta faraònica que havia unit el Nil i la mar Roja (i havia estat en funcionament fins al segle VIII), les obres del qual van durar cinc anys. El 1860 Suez tenia 4.160 habitants. Des de 1863 es va introduir maquinària, cosa que va accelerar el projecte principal i el canal fou obert a la navegació el 16 de novembre de 1869 amb 164 km i una amplada de 52 metres. El seu cost fou de 19 milions de lliures esterlines, un terç pagat pel govern d'Egipte, però el khedive va haver de vendre les seves accions al govern britànic. Es van crear també dos ports artificials: port Ibrahim i port Tawfik, a uns 3 km al sud de Suez.
La convenció de Constantinoble de 29 d'octubre de 1888 va garantir la lliure circulació pel canal fins i tot en temps de guerra. El 1897 tenia 17.500 habitants.
El tractat de 1888 fou posat en qüestió pel govern d'Egipte el 24 d'abril de 1952. D'acord amb el tractat anglo-egipci de 10 d'octubre de 1954 els britànics havien de desmilitaritzar la zona del canal en 20 mesos. El 26 de juliol de 1956 el govern nasserista egipci va nacionalitzar el canal; els francesos i britànics van respondre amb una operació militar, però Suez no fou ocupada i va patir només alguns bombardejos aeris. Suez era part llavors d'una governació del Canal, però el 1960 fou erigida en capital d'una governació separada. Va tenir un creixement espectacular entre el 1956 i el 1967; el canal fou dragat diverses vegades per arribar a la profunditat requerida pels gran vaixells.
La ciutat fou en part destruïda i abandonada després de la Guerra dels Sis dies el 1967; però va patir especialment durant la Guerra del Yom Kippur de 1973, en què va quedar destruïda en un 80% i va quedar quasi despoblada (ja s'havia buidat força a causa del tancament del canal el 1967). Fou reconstruïda després de la reobertura del canal de Suez (per la pau separada d'Egipte amb Israel) el 1975. El 1982 el canal havia estat ampliat i tenia 195 km i una amplada de 164 metres, modificació que permetia passar els grans vaixells petroliers fins a 150.000 tones. Hi havia grans plans per a la ciutat que preveien que tindria un milió d'habitants el 2000, però la major part dels projectes i inversions no es van fer (sí que es va construir una refineria i un oleoducte cap al Caire, i s'hi van crear indústries químiques i una fàbrica d'alumini). El 1992 tenia 388.000 habitants